# Corpo de Cadetes Navais dos Estados Unidos

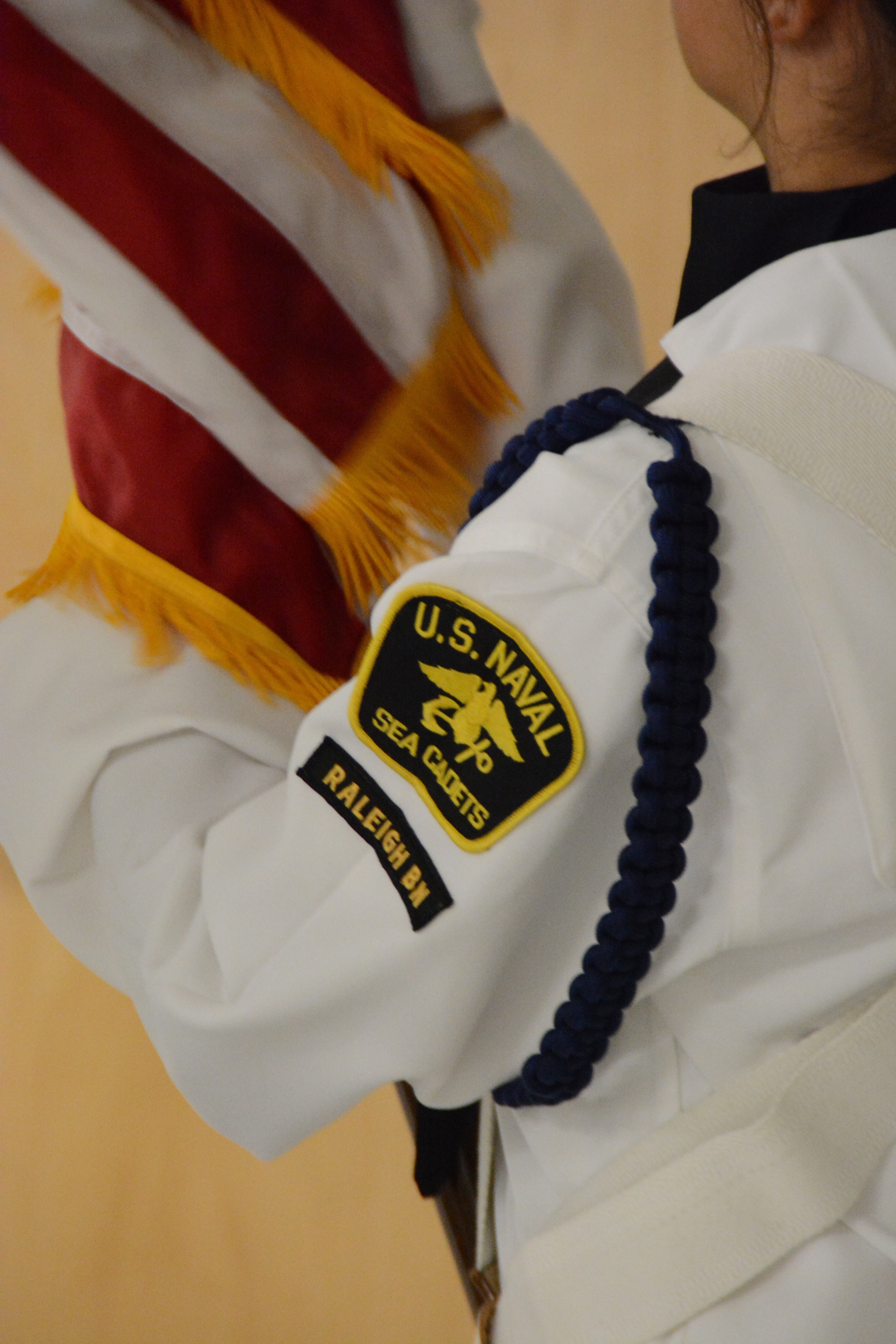
Um batalhão do Corpo de Cadetes Navais dos EUA realizou uma cerimônia de formatura e premiação em 15 de agosto

O Corpo de Cadetes Navais dos Estados Unidos  é um programa beneficente juvenil sem fins lucrativos oferecido pela Marinha dos Estados Unidos e pela Guarda Costeira. Foi idealizado pela primeira vez por um almirante formal da Marinha que testemunhou o sucesso de organizações navais juvenis de outros países em 1958. A organização compreende 5.600 cadetes da Marinha e um total de 8.000 voluntários, com cadetes variando em idade de treze anos até pelo menos o final do décimo segundo ano. Todos os cadetes da Marinha participantes são elegíveis para níveis salariais de alistamento avançados na Marinha dos Estados Unidos após o alistamento. Embora os cadetes da marinha possam obter oportunidades avançadas, todo o serviço é opcional, embora seja controverso, pois é fortemente apoiado pelo Departamento de Defesa dos Estados Unidos.
O Corpo de Cadetes Navais dos Estados Unidos foi estabelecido pela Liga da Marinha dos Estados Unidos, a pedido do Secretário da Marinha em 1958. E em 1962 foi reconhecido federalmente para promover o interesse na Marinha entre os jovens. Em 1974, as mulheres jovens foram autorizadas a ingressar pela primeira vez. Os cadetes da marinha também podem ser elegíveis para treinamento de aviação se tiverem mais de 15 anos de participação, embora nunca seja obrigatório, dependendo do desempenho de um indivíduo, um cadete pode ser elegível para receber uma licença de piloto privado.